# 도요타군
도요타군(일본어: 豊田郡, とよたぐん)은 일본 히로시마현 북서부에 있는 군이다.
인구 6,549명, 면적 43.11km², 인구밀도 152명/km².(2025년 2월 1일, 추계인구)
이하 1정으로 구성된다.
- 오사키카미지마정(大崎上島町)

## 역사
- 2003년 4월 1일 - 오사키정·기노에정·히가시노정이 합병(신설 합병)해 오사키카미지마정이 성립하였다.
- 2004년 4월 1일 - 가와지리정이 구레시에 편입되었다.
- 2005년 2월 7일 - 아키쓰정이 히가시히로시마시에 편입되었다.
- 2005년 3월 20일 - 유카타정·야스우라정·도요하마정이 구레시에 편입되었다.
- 2005년 3월 22일 - 혼고정이 미하라시, 가모군 다이와정, 미쓰기군 구이정과 합병(신설 합병)해 미하라시가 성립하였다.
- 2006년 1월 10일 - 세토다정이 인노시마시와 함께 오노미치시에 편입되었다.